# Eles Eram Muitos Cavalos
Eles eram muitos cavalos é um romance pós-modernista brasileiro de 2001 de autoria de Luiz Ruffato. Em 70 capítulos-fragmentos, o livro narra cenas acontecidas com diversos personagens em um único dia na cidade de São Paulo, 9 de maio de 2000, em diversos gêneros textuais: narrativa em terceira pessoa, notas de jornal, locução de rádio, horóscopo, fluxo de consciência, etc. 
O título do livro faz menção a um verso de Cecília Meirelles em Romanceiro da Inconfidência: "Eles eram muitos cavalos/mas ninguém mais sabe os seus nomes/sua pelagem, sua origem..."

## Análise
Para Thiago Lopes Schifner e Mariana Figueiró Klafke, apesar do texto fragmentário, o romance não se configura como uma coleção de mini-contos. Haveria um fio condutor da narrativa, numa polifonia de vozes que compõe um cenário no qual a cidade é protagonista. Para o crítico Eloésio Paulo,  em Eles eram muitos cavalos, Ruffato usa com mestria a justaposição da paisagem exterior (o ambiente) e interior (psicológica) dos personagens, alternando as narrativas entre os narradores que se manifestam através de diferentes formas (como a hagiografia, a receita de bolo, a previsão do tempo e os anúncios de jornal) em relação à metrópole . 
Na maioria dos capítulos, os personagens são pessoas anônimas, perdidas, trabalhadores de classe baixa ou à margem da sociedade, os "muitos cavalos"  da cidade, revelando a face mais degenerada da própria.

## Recepção
O livro recebeu os prêmios Machado de Assis e APCA em 2001.